# 宝鸡站
宝鸡站位于陕西省宝鸡市渭滨区经二路，是陇海铁路、宝成铁路、宝中铁路交汇的重要铁路枢纽，距连云港东站1256公里，距兰州站503公里（陇海线），距中卫站511公里（宝中线），距成都站669公里（宝成线）。车站现为西安铁路局宝鸡东站管辖的一等站，按业务性质为客货运站，以其工作量为一等客运站，主要任务办理客货列车到发、行包装卸、旅客列车的给水、技检、机车换挂等作业。

## 历史
- 1935年6月，西(安)宝(鸡)段开工。
- 建于1936年[4]宝鸡车站的建成，奠定了宝鸡铁路交通的地位，并成为宝鸡对外交通的窗口。
- 2021年3月15日车站开始改造工程[5]，改造站房外立面及抬高车站站台，6月8日完工[6]。
- 2023年10月15日，宝鸡站站前广场改造完成并正式对公众开放。[7]

## 车站设施

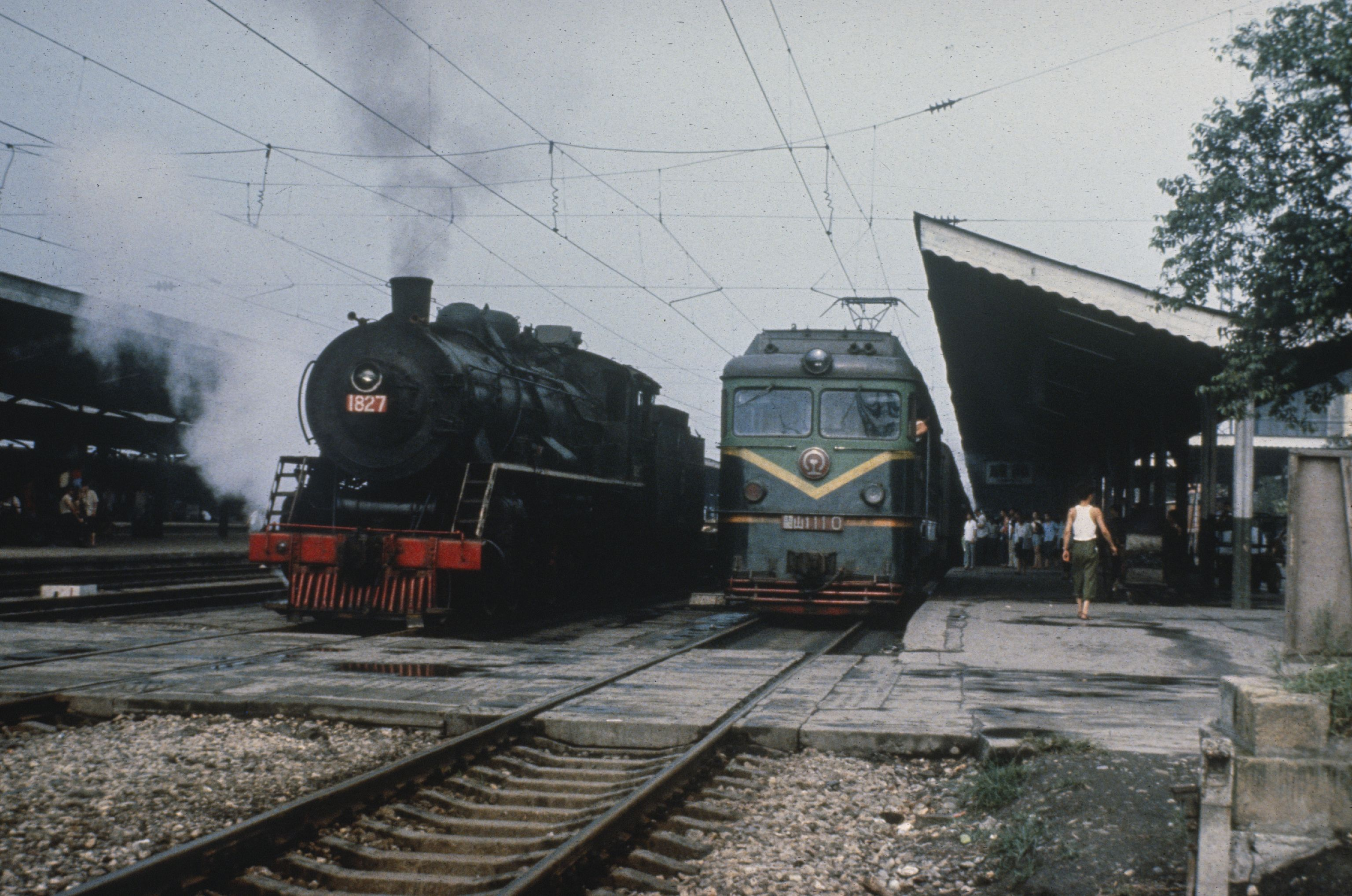
宝鸡站（1981年）

宝鸡站站房建于1986年，建筑面积8868平方米，2021年对外立面及内部进行改造工程。主楼候车厅高19.6米，共分为上下两层，可容纳2500人同时候车。在候车厅二楼东西两侧的墙壁上，设有宝成铁路、宝天铁路建设场景的壁画。
- 新站房外立面
- 站房内部
- 站内壁画
- 进站地道

### 站场
宝鸡站站场规模4台10线，其中1、4、5、6、Ⅶ、10道为可接发客车的线路，各站台和站房间通过4条地道连接。上行车流通常使用1-6道，下行车流通常使用Ⅶ-10道。车站东端南侧设有客运机车折返段、货场和水电段，东端北侧设有客车技术整备所。
本站至宝鸡东站区间为三线铁路，分别为陇海正线、宝东Ⅰ线和宝东Ⅱ线：陇海正线通常被用作陇海上行列车通过线，和宝鸡东到达场（Ⅰ场）正线贯通，因此陇海铁路在本站仅单方向贯通；宝鸡东下到场（Ⅱ场）发出通过本站的下行列车使用宝东Ⅱ线；车站东咽喉Ⅶ道末端为东机待线，同时侧向引出宝东Ⅰ线和宝东Ⅲ线，连接宝鸡东上行到发场（Ⅳ场）。宝成铁路复线工程规划改造宝鸡站3道为陇海下行贯通线。
| 北↑  |      | 宝鸡客技站（L1-L8）                               |  |
|      | 侧式 |                                                   |  |
| 10道 | 6    | 客车到发线                                        |  |
| 9道  |      | 货车到发线（北牵出线）                            |  |
| Ⅷ道  |      | （福临堡站）陇海铁路 正线（宝鸡东Ⅰ场）            |  |
| Ⅶ道  | 5    | （任家湾站）宝成铁路 正线/客车到发线（宝东Ⅰ/Ⅲ线） |  |
|      | 岛式 |                                                   |  |
| 6道  | 4    | （福临堡站）客车到发线                            |  |
| 5道  | 3    | 客车到发线                                        |  |
|      | 岛式 |                                                   |  |
| 4道  | 2    | 客车到发线（宝东Ⅱ线宝鸡东Ⅱ场）                    |  |
| 3道  |      | 货车到发线                                        |  |
| 2道  |      | 货车到发线（南牵出线）                            |  |
| 1道  | 1    | 客车到发线                                        |  |
|      | 侧式 |                                                   |  |
| 南↓  |      | 车站站房                                          |  |

## 使用情况
宝鸡站位陇海和宝成的交汇点，使用此站轉車的旅客非常多。

## 旅客列车目的地
跨局普速始發列车
| 列车所属路局 | 车次 | 目的地 |
| ------------ | ---- | ------ |
| 西安局集团   | K84  | 廣州   |

### 過路普速列车
| 列車所属路局   | 站点                                                     |
| -------------- | -------------------------------------------------------- |
| 成都局集团     | 成都西、北京西、揚州                                     |
| 广州局集团     | 西寧、深圳東                                             |
| 哈尔滨局集团   | 哈尔滨西、成都西                                         |
| 济南局集团     | 濟南、乌鲁木齐、西寧、青島北                             |
| 兰州局集团     | 蘭州、寧波、上海、廣州、深圳東、揚州、西安、敦煌、溫州   |
| 南昌局集团     | 蘭州、廈門北                                             |
| 青藏铁路公司   | 拉薩、西寧、廣州、西安（隔日）、上海、杭州、深圳東       |
| 上海局集团     | 蘭州、杭州                                               |
| 乌鲁木齐局集团 | 廣州、上海、合肥、南通、武昌、乌鲁木齐、南昌、喀什、西安 |
| 郑州局集团     | 鄭州、西寧、烏魯木齊                                     |